# Plano de teste
O plano de teste é um documento com uma abordagem sistemática para o teste de sistemas como hardware ou software. Ele geralmente consiste numa modelagem detalhada do fluxo de trabalho durante o processo.
O plano de teste é um dos oito documentos descritos na IEEE 829, uma norma que especifica a forma e o conjunto de artefatos no teste de software. De acordo com ela, a estrutura do plano de teste consiste de uma série de seções descritas a seguir.
O documento começa com um identificador do documento de plano de teste, seguido de uma introdução que, além de resumir o documento definindo seu propósito e o propósito do sistema testado, referencia outros documentos associados do projeto. A próxima seção relaciona os itens de teste, descrevendo todos os elementos sendo testados; as seções seguintes descrevem, isoladamente, funcionalidades a serem testadas e funcionalidades a não serem testadas. Estipulando assim o escopo do documento, essa seção é uma catálogo de todos os casos de teste presentes no documento.
Segue-se com uma seção descrevendo a estratégia do teste, geralmente para cada grupo de funcionalidades das seções anteriores. São abordadas questões como atividades e ferramentas usadas no teste. Há também uma seção descrevendo o critério de sucesso ou falha do caso de teste, e outra descrevendo o critério de suspensão e requisitos de reinício, como por exemplo atividades que devem ser feitas antes de se reiniciar o teste após um evento de suspensão.
A próxima seção relaciona os produtos do teste, artefatos gerados com o processo de teste. Além do próprio plano de teste, outros documentos geralmente incluem especificações de modelagem, registros de execução e diversos tipos de relatório gerados. Segue uma seção das tarefas de teste, e uma seção de necessidades físicas para a realização do teste, como por exemplo hardware e software, e como elas podem afetar a execução do teste. Há uma seção de responsabilidades, os diferentes papéis desempenhados no projeto de teste. Há também uma seção sobre recursos humanos e requisitos de treinamento da equipe de teste.
O documento termina com seções de cronograma, riscos e contingências, aprovações; esta, uma seção em que os líderes do projeto assinam, aprovando o documento.